# 1870 în literatură
Anul 1870 în literatură a implicat o serie de evenimente și cărți noi semnificative.  

## Cărți noi
- Thomas Bailey Aldrich - The Story of a Bad Boy
- Thomas Archer - The Terrible Sights of London
- Rhoda Broughton - Red as a rose is she
- Wilkie Collins - Man and Wife
- Charles Dickens - The Mystery of Edwin Drood (ultimul roman și neterminat al lui Dickens)
- Benjamin Disraeli - Lothair
- Fyodor Dostoevsky - The Eternal Husband
- Aleksis Kivi - Seven Brothers (Seitsemän veljestä)
- George Meredith - The Adventures of Harry Richmond (a început publicarea sub formă de serial)
- William Morris - The Earthly Paradise
- Leopold von Sacher-Masoch - Venus im Pelz
- Anthony Trollope - The Vicar of Bullhampton
- Jules Verne
  - Douăzeci de mii de leghe sub mări
  - În jurul Lunii
- Charlotte Mary Yonge - The Caged Lion